# Janja Garnbret
Janja Garnbret (Slovenj Gradec, 12 maart 1999) is een Sloveens klimster.

## Biografie
Voor de uitgestelde Olympische Zomerspelen 2020 werd de klimsport opgenomen als éénmalige sport. De onderdelen lead, bouldering en speed werden gecombineerd tot één onderdeel. Garnbret won het combinatieklassement en de olympische gouden medaille.
In 2024 prolongeerde zij haar olympische titel, ditmaal was het een combinatie van lead en bouldering. Speed was als los onderdeel opgenomen.

## Resultaten

### Olympische Zomerspelen[2]
| Jaar | Plaats | Resultaten      |
| ---- | ------ | --------------- |
| 2020 | Tokio  | in gecombineerd |
| 2024 | Parijs | in gecombineerd |

### Wereldkampioenschappen[3]
| Jaar | Plaats    | Resultaten                                |
| ---- | --------- | ----------------------------------------- |
| 2016 | Parijs    | lead                                      |
| 2018 | Innsbruck | boulder · gecombineerd · lead · 47e speed |
| 2019 | Hachioji  | boulder · gecombineerd · lead · 23e speed |
| 2023 | Bern      | boulder · gecombineerd · lead             |

2020: Janja Garnbret ·
2024: Janja Garnbret
- Gemeinsame Normdatei: 1170070434
- Virtual International Authority File: 5544154137645115370002